# Martillac
 Martillac  es una población y comuna francesa, situada en la región de Aquitania, departamento de Gironda, en el distrito de Burdeos y cantón de La Brède.

## Demografía
| 877 | 965 | 1090 | 1309 | 1652 | 2020 |
| Para los censos de 1962 a 1999 la población legal corresponde a la población sin duplicidades (Fuente: INSEE [Consultar]) |     |      |      |      |      |